# Alla scoperta di auto antiche
Alla scoperta di auto antiche - A caccia di auto (Chasing Classic Cars) è un programma televisivo statunitense, in onda su Discovery Channel dal 2008.
In Italia è andato in onda su Nuvolari (le stagioni dal 1º al 3) e sulla rete TV DMAX con il nome A caccia di auto (dalla stagione 4 alla 5). Con il titolo A caccia di auto è trasmesso anche dal canale italiano Discovery Channel (stagione 6) e Motor Trend (dalla stagione 7).

## Il programma
Il programma, in stile reality, segue gli affari del perito e proprietario di una concessionaria di auto d'epoca italo-statunitense Wayne Carini, che si districa tra la ricerca di un'auto d'epoca sul territorio americano, l'acquisto, il restauro e la vendita attraverso tutti i canali possibili, come la vendita diretta al cliente, on-line o in aste.

## Stagioni
| Stagione | Puntate | Prima visione originale | Prima TV Italia |
| -------- | ------- | ----------------------- | --------------- |
| 1        | 13      | 2008-2009               |                 |
| 2        | 13      | 2009                    |                 |
| 3        | 13      | 2010                    |                 |
| 4        | 13      | 2011-2012               |                 |
| 5        | 26      | 2012-2013               |                 |
| 6        | 26      | 2013-2014               |                 |
| 7        | 16      | 2014                    |                 |
| 8        | 11      | 2015                    |                 |
| 9        | 11      | 2015-2016               |                 |
| 10       | 13      | 2016                    |                 |
| 11       | 9       | 2017                    |                 |
| 12       | 10      | 2017                    |                 |